# Арефьевка
Арефьевка — деревня в Канском районе Красноярского края. Входит в состав Сотниковского сельсовета.

## История
Хутор Арефьева был основан в 1903 году. По данным 1926 года на хуторе имелось 4 хозяйства и проживало 23 человека (в основном — русские). В административном отношении населённый пункт входил в состав Курышского сельсовета Устьянского района Канского округа Сибирского края.

## Население
| 1926 | 2010 |
| ---- | ---- |
| 23   | ↗335 |